# Фінансова гарантія
Фіна́нсова гара́нтія (англ. Guarantee) — підтвердження того, що третьою стороною буде погашена заборгованість, або будуть виконані зобов'язання.